# Steve Ganson
Pour les articles homonymes, voir Ganson (homonymie).
Steve Ganson est un arbitre de rugby à XIII anglais. Il officie plus particulièrement au sein du championnat européen de rugby à XIII  : la Super League.
Fin 2018, il est pressenti pour prendre le poste de responsable des arbitres de la NRL, la prestigieuse compétition australienne de rugby à XIII. Autrement dit, le poste équivalent à celui qu'il occupe depuis 2016, pour le compte de la fédération britannique de rugby à XIII, la RFL.

## Un arbitre des polémiques sur l'arbitrage?
C'est avec l'arrivée des Dragons Catalans en Super League que cet arbitre s'est fait mieux connaitre en France et donc a bénéficié d'une relative exposition médiatique.
Les Dragons Catalans, depuis qu'ils disputent la compétition, ont parfois invoqués des erreurs d'arbitrage et ont porté réclamation auprès de Steve Ganson en tant que responsable des arbitres, le britannique ayant parfois  sembler prendre fait et cause pour le club.
Ainsi à la suite d'un match des Catalans contre St Helens en 2018 (défaite 22-26),  il aurait dit au corps arbitral : « Vous êtes une honte pour la Rugby League ».